# ATP Tour 1992
In der folgenden Tabelle werden die Turniere der professionellen Herrentennis-Saison 1992 (ATP Tour) dargestellt. Insgesamt finden sich sieben neue Veranstaltungen im Tourkalander und zwar die Turniere von Taipeh, Casablanca, Maceió, Bozen, Antwerpen, Johannesburg und Scottsdale; die beiden letztgenannten Turniere kehrten nach einer zweijährigen Pause wieder zurück. Zwei Turniere änderten ihren Standort, so wechselte das Sandplatzturnier von Genf nach Köln sowie das Turnier von Orlando nach Atlanta. Nicht mehr im Kalender fanden sich die Turniere von Chicago, Berlin, Birmingham und Brasília. Eine weitere besondere Veranstaltung sind die Olympischen Spiele, die 1992 in Barcelona ausgetragen wurden. Jedoch wurden für die Olympischen Spiele keine Weltranglistenpunkte vergeben und waren somit offiziell nicht Teil der ATP Tour.

## Übersicht
| Anzahl der Turniere nach Turnierserie |
| ------------------------------------- |
| Grand Slam                            |
| ATP Finals Grand Slam Cup             |
| ATP Championship Series, Single-Week  |
| ATP Championship Series               |
| ATP World Series                      |
| Davis Cup                             |
| Teamwettbewerbe                       |

## Turnierplan
| Datum1                  | Ort                                 | Turnier                                            | Serie                   | Belag2             | Sieger Einzel                    | Sieger Doppel                        |
| ----------------------- | ----------------------------------- | -------------------------------------------------- | ----------------------- | ------------------ | -------------------------------- | ------------------------------------ |
| 30.012.                 | Adelaide                            | Pure Milk Australian Men’s Hardcourt Championships | ATP World Series        | Hartplatz          | Goran Ivanišević                 | Goran Ivanišević Marc Rosset         |
| 30.012.                 | Wellington                          | BP National Championships                          | ATP World Series        | Hartplatz          | Jeff Tarango                     | Jared Palmer Jonathan Stark          |
| 6.01.                   | Sydney                              | Peters New South Wales Open                        | ATP World Series        | Hartplatz          | Emilio Sánchez                   | Sergio Casal Emilio Sánchez          |
| 6.01.                   | Auckland                            | Benson and Hedges Open                             | ATP World Series        | Hartplatz          | Jaime Yzaga                      | Wayne Ferreira Jim Grabb             |
| 17.01.                  |                                     |                                                    |                         |                    |                                  |                                      |
| Melbourne               | Australian Open                     | Grand Slam                                         | Hartplatz               | Jim Courier        | Todd Woodbridge Mark Woodforde   |                                      |
| 31.01.                  |                                     |                                                    |                         |                    |                                  |                                      |
| Davis Cup Erste Runde   |                                     |                                                    |                         |                    |                                  |                                      |
| 3.02.                   | San Francisco                       | Volvo Tennis Open                                  | ATP World Series        | Hartplatz (i)      | Michael Changi                   | Jim Grabb Richey Reneberg            |
| 3.02.                   | Maceió                              | Maceió Open                                        | ATP World Series        | Sand               | Tomás Carbonell                  | Gabriel Markus John Sobel            |
| 3.02.                   | Mailand                             | Milan Indoor                                       | ATP World Series        | Teppich (i)        | Omar Camporese                   | Neil Broad David Macpherson          |
| 10.02.                  |                                     |                                                    |                         |                    |                                  |                                      |
| Brüssel                 | Donnay Indoor Championships         | ATP Championship Series                            | Teppich (i)             | Boris Becker       | Boris Becker John McEnroe        |                                      |
| Memphis                 | Kroger St. Jude International       | ATP Championship Series                            | Hartplatz (i)           | MaliVai Washington | Todd Woodbridge Mark Woodforde   |                                      |
| 17.02.                  |                                     |                                                    |                         |                    |                                  |                                      |
| Philadelphia            | Comcast U.S. Indoor                 | ATP Championship Series                            | Teppich (i)             | Pete Sampras       | Todd Woodbridge Mark Woodforde   |                                      |
| Stuttgart               | Eurocard Open                       | ATP Championship Series                            | Teppich (i)             | Goran Ivanišević   | Tom Nijssen Cyril Suk            |                                      |
| 24.02.                  | Scottsdale                          | Tennis Channel Open                                | ATP World Series        | Hartplatz          | Stefano Pescosolido              | Mark Keil Dave Randall               |
| 24.02.                  | Rotterdam                           | ABN AMRO World Tennis Tournament                   | ATP World Series        | Teppich (i)        | Boris Becker                     | Marc-Kevin Goellner David Prinosil   |
| 2.03.                   |                                     |                                                    |                         |                    |                                  |                                      |
| Indian Wells            | Newsweek Champions Cup              | ATP Super 9                                        | Hartplatz               | Michael Chang      | Steve DeVries David Macpherson   |                                      |
| Kopenhagen              | Copenhagen Open                     | ATP World Series                                   | Teppich (i)             | Magnus Larsson     | Nicklas Kulti Magnus Larsson     |                                      |
| 9.03.                   |                                     |                                                    |                         |                    |                                  |                                      |
| Miami                   | Lipton Championships                | ATP Super 9                                        | Hartplatz               | Michael Chang      | Ken Flach Todd Witsken           |                                      |
| 16.03.                  | Casablanca                          | Grand Prix Hassan II                               | ATP World Series        | Sand               | Guillermo Pérez Roldán           | Horacio de la Peña Jorge Lozano      |
| 27.03.                  |                                     |                                                    |                         |                    |                                  |                                      |
| Davis Cup Viertelfinale |                                     |                                                    |                         |                    |                                  |                                      |
| 030.03.                 | Estoril                             | Estoril Open                                       | ATP World Series        | Sand               | Carlos Costa                     | Hendrik Jan Davids Libor Pimek       |
| 030.03.                 | Johannesburg                        | SA Tennis Open                                     | ATP World Series        | Hartplatz          | Aaron Krickstein                 | Pieter Aldrich Danie Visser          |
| 030.03.                 | Singapur                            | Singapur Open                                      | ATP World Series        | Hartplatz          | Simon Youl                       | Todd Woodbridge Mark Woodforde       |
| 6.04.                   |                                     |                                                    |                         |                    |                                  |                                      |
| Barcelona               | Torneo Godó                         | ATP Championship Series                            | Sand                    | Carlos Costa       | Andrés Gómez Javier Sánchez      |                                      |
| Tokio                   | Japan Open Tennis Championships     | ATP Championship Series                            | Hartplatz               | Jim Courier        | Kelly Jones Rick Leach           |                                      |
| 13.04.                  | Hongkong                            | Hong Kong Open                                     | ATP World Series        | Hartplatz          | Jim Courier                      | Brad Gilbert Jim Grabb               |
| 13.04.                  | Tampa                               | USTA Clay Court Classic of Tampa                   | ATP World Series        | Sand               | Jaime Yzaga                      | Mike Briggs Trevor Kronemann         |
| 13.04.                  | Nizza                               | Philips Open                                       | ATP World Series        | Sand               | Gabriel Markus                   | Patrick Galbraith Scott Melville     |
| 20.04.                  | Seoul                               | Seoul Open                                         | ATP World Series        | Hartplatz          | Shūzō Matsuoka                   | Kevin Curren Gary Muller             |
| 20.04.                  | Monte Carlo                         | Monte Carlo Open                                   | ATP Super 9             | Sand               | Thomas Muster                    | Boris Becker Michael Stich           |
| 27.04.                  | München                             | BMW Open                                           | ATP World Series        | Sand               | Magnus Larsson                   | David Adams Menno Oosting            |
| 27.04.                  | Atlanta                             | AT&T Challenge                                     | ATP World Series        | Sand               | Andre Agassi                     | Steve DeVries David Macpherson       |
| 27.04.                  | Madrid                              | Madrid Tennis Grand Prix                           | ATP World Series        | Sand               | Sergi Bruguera                   | Patrick Galbraith Patrick McEnroe    |
| 04.05.                  |                                     |                                                    |                         |                    |                                  |                                      |
| Hamburg                 | Panasonic German Open               | ATP Super 9                                        | Sand                    | Stefan Edberg      | Sergio Casal Emilio Sánchez      |                                      |
| Charlotte               | U.S. Men’s Clay Court Championships | ATP World Series                                   | Sand                    | MaliVai Washington | Steve DeVries David Macpherson   |                                      |
| 10.05.                  |                                     |                                                    |                         |                    |                                  |                                      |
| Rom                     | Internazionali d’Italia             | ATP Super 9                                        | Sand                    | Jim Courier        | Jakob Hlasek Marc Rosset         |                                      |
| 18.05.                  |                                     |                                                    |                         |                    |                                  |                                      |
| Düsseldorf              | Peugeot World Team Cup              | World Team Cup                                     | Sand                    | Spanien            | Spanien                          |                                      |
| Bologna                 | Bologna Open                        | ATP World Series                                   | Sand                    | Jaime Oncins       | Luke Jensen Laurie Warder        |                                      |
| 23.05.                  |                                     |                                                    |                         |                    |                                  |                                      |
| Paris                   | Roland Garros                       | Grand Slam                                         | Sand                    | Jim Courier        | Jakob Hlasek Marc Rosset         |                                      |
| 8.06.                   | ’s-Hertogenbosch                    | The Continental Grass Court Championships          | ATP World Series        | Rasen              | Michael Stich                    | Jim Grabb Richey Reneberg            |
| 8.06.                   | London                              | Stella Artois Championships                        | ATP World Series        | Rasen              | Wayne Ferreira                   | John Fitzgerald Anders Järryd        |
| 8.06.                   | Florenz                             | Torneo Internazionale Citta di Firenze             | ATP World Series        | Sand               | Thomas Muster                    | Marcelo Filippini Luiz Mattar        |
| 15.06.                  | Manchester                          | Direct Line Insurance Manchester Open              | ATP World Series        | Rasen              | Jacco Eltingh                    | Patrick Galbraith David Macpherson   |
| 15.06.                  | Genua                               | Hypo Group Tennis International                    | ATP World Series        | Sand               | Andrij Medwedjew                 | Shelby Cannon Greg Van Emburgh       |
| 22.06.                  |                                     |                                                    |                         |                    |                                  |                                      |
| Wimbledon               | Wimbledon                           | Grand Slam                                         | Rasen                   | Andre Agassi       | John McEnroe Michael Stich       |                                      |
| 6.07.                   | Newport                             | Hall of Fame Tennis Championships                  | ATP World Series        | Rasen              | Bryan Shelton                    | Royce Deppe David Rikl               |
| 6.07.                   | Båstad                              | Swedish Open                                       | ATP World Series        | Sand               | Magnus Gustafsson                | Tomás Carbonell Christian Miniussi   |
| 6.07.                   | Gstaad                              | RADO Suisse Open                                   | ATP World Series        | Sand               | Sergi Bruguera                   | Hendrik Jan Davids Libor Pimek       |
| 13.07.                  |                                     |                                                    |                         |                    |                                  |                                      |
| Stuttgart               | Mercedes Cup                        | ATP Championship Series                            | Sand                    | Andrij Medwedjew   | Glenn Layendecker Byron Talbot   |                                      |
| Washington, D.C.        | Newsweek Tennis Classic             | ATP Championship Series                            | Hartplatz               | Petr Korda         | Bret Garnett Jared Palmer        |                                      |
| 20.07.                  |                                     |                                                    |                         |                    |                                  |                                      |
| Toronto                 | Canadian Open                       | ATP Super 9                                        | Hartplatz               | Andre Agassi       | Patrick Galbraith Danie Visser   |                                      |
| Hilversum               | Dutch Open                          | ATP World Series                                   | Sand                    | Karel Nováček      | Paul Haarhuis Mark Koevermans    |                                      |
| Kitzbühel               | Generali Austrian Open              | ATP World Series                                   | Sand                    | Pete Sampras       | Sergio Casal Emilio Sánchez      |                                      |
| 27.07.                  | San Marino                          | Campionati Internazionali di San Marino            | ATP World Series        | Sand               | Karel Nováček                    | Nicklas Kulti Mikael Tillström       |
| 27.07.                  | Barcelona                           | Olympische Sommerspiele                            | Olympische Spiele       | Sand               | Marc Rosset                      | Boris Becker Michael Stich           |
| 3.08.                   | Los Angeles                         | Countrywide Classic                                | ATP World Series        | Hartplatz          | Richard Krajicek                 | Patrick Galbraith Jim Pugh           |
| 10.08.                  | Prag                                | Skoda Czech Open                                   | ATP World Series        | Sand               | Karel Nováček                    | Karel Nováček Branislav Stankovič    |
| 10.08.                  | Cincinnati                          | Thriftway ATP Championships                        | ATP Super 9             | Hartplatz          | Pete Sampras                     | Todd Woodbridge Mark Woodforde       |
| 17.08.                  |                                     |                                                    |                         |                    |                                  |                                      |
| Indianapolis            | RCA Championships                   | ATP Championship Series                            | Hartplatz               | Pete Sampras       | Jim Grabb Richey Reneberg        |                                      |
| New Haven               | Volvo International                 | ATP Championship Series                            | Hartplatz               | Stefan Edberg      | Kelly Jones Rick Leach           |                                      |
| 24.08.                  | Umag                                | Croatia Open Umag                                  | ATP World Series        | Sand               | Thomas Muster                    | David Prinosil Richard Vogel         |
| 24.08.                  | Schenectady                         | OTB International                                  | ATP World Series        | Hartplatz          | Wayne Ferreira                   | Jacco Eltingh Paul Haarhuis          |
| 24.08.                  | Long Island                         | Waldbaum’s Hamlet Cup                              | ATP World Series        | Hartplatz          | Petr Korda                       | Francisco Montana Greg Van Emburgh   |
| 31.08.                  |                                     |                                                    |                         |                    |                                  |                                      |
| New York City           | US Open                             | Grand Slam                                         | Hartplatz               | Stefan Edberg      | Jim Grabb Richey Reneberg        |                                      |
| 14.09.                  | Bordeaux                            | Grand Prix Passing Shot                            | ATP World Series        | Sand               | Andrij Medwedjew                 | Sergio Casal Emilio Sánchez          |
| 14.09.                  | Köln                                | Cologne Open                                       | ATP World Series        | Sand               | Bernd Karbacher                  | Horacio de la Peña Gustavo Luza      |
| 25.09.                  |                                     |                                                    |                         |                    |                                  |                                      |
| Davis Cup Halbfinale    |                                     |                                                    |                         |                    |                                  |                                      |
| 28.09.                  | Basel                               | Davidoff Swiss Indoors                             | ATP World Series        | Hartplatz (i)      | Boris Becker                     | Tom Nijssen Cyril Suk                |
| 28.09.                  | Palermo                             | Campionati Internazionali di Sicilia               | ATP World Series        | Sand               | Sergi Bruguera                   | Johan Donar Ola Jonsson              |
| 28.09.                  | Brisbane                            | Queensland Open                                    | ATP World Series        | Hartplatz (i)      | Guillaume Raoux                  | Steve DeVries David Macpherson       |
| 5.010.                  | Toulouse                            | Grand Prix de Tennis de Toulouse                   | ATP World Series        | Teppich (i)        | Guy Forget                       | Brad Pearce Byron Talbot             |
| 5.010.                  | Athen                               | Athens International                               | ATP World Series        | Sand               | Jordi Arrese                     | Tomás Carbonell Francisco Roig       |
| 5.010.                  | Sydney                              | Australian Indoor Tennis Championship              | ATP Championship Series | Hartplatz (i)      | Goran Ivanišević                 | Patrick McEnroe Jonathan Stark       |
| 12.010.                 |                                     |                                                    |                         |                    |                                  |                                      |
| Tokio                   | Seiko World Super Tennis            | ATP Championship Series                            | Teppich (i)             | Ivan Lendl         | Todd Woodbridge Mark Woodforde   |                                      |
| Bozen                   | Bolzano Open                        | ATP World Series                                   | Teppich (i)             | Thomas Enqvist     | Anders Järryd Bent-Ove Pedersen  |                                      |
| Tel Aviv                | Tel Aviv Open                       | ATP World Series                                   | Hartplatz               | Jeff Tarango       | Mike Bauer João Cunha e Silva    |                                      |
| 19.10.                  | Wien                                | CA Tennis Trophy                                   | ATP Championship Series | Teppich (i)        | Petr Korda                       | Ronnie Båthman Anders Järryd         |
| 19.10.                  | Taipeh                              | Taipei Grand Prix                                  | ATP World Series        | Teppich (i)        | Jim Grabb                        | John Fitzgerald Sandon Stolle        |
| 19.10.                  | Lyon                                | Grand Prix de Tennis de Lyon                       | ATP World Series        | Teppich (i)        | Pete Sampras                     | Jakob Hlasek Marc Rosset             |
| 26.10.                  |                                     |                                                    |                         |                    |                                  |                                      |
| Stockholm               | Stockholm Open                      | ATP Super 9                                        | Teppich (i)             | Goran Ivanišević   | Todd Woodbridge Mark Woodforde   |                                      |
| Guarujá                 | Guarujá Open                        | ATP World Series                                   | Hartplatz               | Carsten Arriens    | Christer Allgårdh Carl Limberger |                                      |
| 2.11.                   |                                     |                                                    |                         |                    |                                  |                                      |
| Paris-Bercy             | Paris Open                          | ATP Super 9                                        | Teppich (i)             | Boris Becker       | John McEnroe Patrick McEnroe     |                                      |
| Armação dos Búzios      | Búzios Open                         | ATP World Series                                   | Hartplatz               | Jaime Oncins       | Maurice Ruah Mario Tabares       |                                      |
| 9.11.                   | São Paulo                           | Banespa Open                                       | ATP World Series        | Hartplatz          | Luiz Mattar                      | Diego Pérez Francisco Roig           |
| 9.11.                   | Antwerpen                           | The European Community Championship                | ATP World Series        | Teppich (i)        | Richard Krajicek                 | John Fitzgerald Anders Järryd        |
| 9.11.                   | Moskau                              | Kremlin Cup                                        | ATP World Series        | Teppich (i)        | Marc Rosset                      | Marius Barnard John-Laffnie de Jager |
| 16.11.                  |                                     |                                                    |                         |                    |                                  |                                      |
| Frankfurt am Main       | ATP-Weltmeisterschaft               | ATP-Weltmeisterschaft                              | Teppich (i)             | Boris Becker       |                                  |                                      |
| Johannesburg            | ATP-Weltmeisterschaft               | ATP-Weltmeisterschaft                              | Teppich (i)             |                    | Todd Woodbridge Mark Woodforde   |                                      |
| 4.12.                   |                                     |                                                    |                         |                    |                                  |                                      |
| Davis Cup Finale        |                                     |                                                    |                         |                    |                                  |                                      |

- 1 Turnierbeginn (ohne Qualifikation)
- 2 Das Kürzel „(i)“ (= indoor) bedeutet, dass das betreffende Turnier in einer Halle ausgetragen wird.

## Weltrangliste zu Saisonende
| Pos. | Spieler          | Punkte |
| ---- | ---------------- | ------ |
| 1.   | Jim Courier      | 3599   |
| 2.   | Stefan Edberg    | 3236   |
| 3.   | Pete Sampras     | 3074   |
| 4.   | Goran Ivanišević | 2718   |
| 5.   | Boris Becker     | 2530   |
| 6.   | Michael Chang    | 2277   |
| 7.   | Petr Korda       | 2174   |
| 8.   | Ivan Lendl       | 1985   |
| 9.   | Andre Agassi     | 1852   |
| 10.  | Richard Krajicek | 1816   |

| Pos. | Spieler         | Punkte |
| ---- | --------------- | ------ |
| 1.   | Mark Woodforde  | 3085   |
| 2.   | Todd Woodbridge | 3072   |
| 3.   | Jim Grabb       | 2961   |
| 4.   | Richey Reneberg | 2895   |
| 5.   | Kelly Jones     | 2404   |
| 6.   | Rick Leach      | 2322   |
| 7.   | Patrick McEnroe | 2235   |
| 8.   | Jakob Hlasek    | 2219   |
| 9.   | John McEnroe    | 2203   |
| 10.  | Anders Järryd   | 2107   |

## Turniersieger

### Einzel
| Platz | Spieler                | Siege | Grand Slam | ATP-WM | Olympische Spiele | Super 9 | Championship Series | World Series | Hartplatz | Sand | Rasen | Teppich | Freiplatz | Halle |
| ----- | ---------------------- | ----- | ---------- | ------ | ----------------- | ------- | ------------------- | ------------ | --------- | ---- | ----- | ------- | --------- | ----- |
| 1.    | Boris Becker           | 5     |            | 1      |                   | 1       | 1                   | 2            | 1         |      |       | 4       |           | 5     |
| 1.    | Jim Courier            | 5     | 2          |        |                   | 1       | 1                   | 1            | 3         | 2    |       |         | 5         |       |
| 1.    | Pete Sampras           | 5     |            |        |                   | 1       | 2                   | 2            | 2         | 1    |       | 2       | 3         | 2     |
| 4.    | Goran Ivanišević       | 4     |            |        |                   | 1       | 2                   | 1            | 2         |      |       | 2       | 1         | 3     |
| 5.    | Andre Agassi           | 3     | 1          |        |                   | 1       |                     | 1            | 1         | 1    | 1     |         | 3         |       |
| 5.    | Sergi Bruguera         | 3     |            |        |                   |         |                     | 3            |           | 3    |       |         | 3         |       |
| 5.    | Michael Chang          | 3     |            |        |                   | 2       |                     | 1            | 3         |      |       |         | 2         | 1     |
| 5.    | Stefan Edberg          | 3     | 1          |        |                   | 1       | 1                   |              | 2         | 1    |       |         | 3         |       |
| 5.    | Petr Korda             | 3     |            |        |                   |         | 2                   | 1            | 2         |      |       | 1       | 2         | 1     |
| 5.    | Andrij Medwedjew       | 3     |            |        |                   |         | 1                   | 2            |           | 3    |       |         | 3         |       |
| 5.    | Thomas Muster          | 3     |            |        |                   | 1       |                     | 2            |           | 3    |       |         | 3         |       |
| 5.    | Karel Nováček          | 3     |            |        |                   |         |                     | 3            |           | 3    |       |         | 3         |       |
| 13.   | Carlos Costa           | 2     |            |        |                   |         | 1                   | 1            |           | 2    |       |         | 2         |       |
| 13.   | Wayne Ferreira         | 2     |            |        |                   |         |                     | 2            | 1         |      | 1     |         | 2         |       |
| 13.   | Richard Krajicek       | 2     |            |        |                   |         |                     | 2            | 1         |      |       | 1       | 1         | 1     |
| 13.   | Magnus Larsson         | 2     |            |        |                   |         |                     | 2            |           | 1    |       | 1       | 1         | 1     |
| 13.   | Jaime Oncins           | 2     |            |        |                   |         |                     | 2            | 1         | 1    |       |         | 2         |       |
| 13.   | Marc Rosset            | 2     |            |        | 1                 |         |                     | 1            |           | 1    |       | 1       | 1         | 1     |
| 13.   | Jeff Tarango           | 2     |            |        |                   |         |                     | 2            | 2         |      |       |         | 2         |       |
| 13.   | MaliVai Washington     | 2     |            |        |                   |         | 1                   | 1            | 1         | 1    |       |         | 1         | 1     |
| 13.   | Jaime Yzaga            | 2     |            |        |                   |         |                     | 2            | 1         | 1    |       |         | 2         |       |
| 22.   | Jordi Arrese           | 1     |            |        |                   |         |                     | 1            |           | 1    |       |         | 1         |       |
| 22.   | Carsten Arriens        | 1     |            |        |                   |         |                     | 1            | 1         |      |       |         | 1         |       |
| 22.   | Omar Camporese         | 1     |            |        |                   |         |                     | 1            |           |      |       | 1       |           | 1     |
| 22.   | Tomás Carbonell        | 1     |            |        |                   |         |                     | 1            |           | 1    |       |         | 1         |       |
| 22.   | Jacco Eltingh          | 1     |            |        |                   |         |                     | 1            |           |      | 1     |         | 1         |       |
| 22.   | Thomas Enqvist         | 1     |            |        |                   |         |                     | 1            |           |      |       | 1       |           | 1     |
| 22.   | Guy Forget             | 1     |            |        |                   |         |                     | 1            |           |      |       | 1       |           | 1     |
| 22.   | Jim Grabb              | 1     |            |        |                   |         |                     | 1            |           |      |       | 1       |           | 1     |
| 22.   | Magnus Gustafsson      | 1     |            |        |                   |         |                     | 1            |           | 1    |       |         | 1         |       |
| 22.   | Bernd Karbacher        | 1     |            |        |                   |         |                     | 1            |           | 1    |       |         | 1         |       |
| 22.   | Aaron Krickstein       | 1     |            |        |                   |         |                     | 1            | 1         |      |       |         | 1         |       |
| 22.   | Ivan Lendl             | 1     |            |        |                   |         | 1                   |              |           |      |       | 1       |           | 1     |
| 22.   | Gabriel Markus         | 1     |            |        |                   |         |                     | 1            |           | 1    |       |         | 1         |       |
| 22.   | Shūzō Matsuoka         | 1     |            |        |                   |         |                     | 1            | 1         |      |       |         | 1         |       |
| 22.   | Luiz Mattar            | 1     |            |        |                   |         |                     | 1            |           | 1    |       |         | 1         |       |
| 22.   | Guillermo Pérez Roldán | 1     |            |        |                   |         |                     | 1            |           | 1    |       |         | 1         |       |
| 22.   | Stefano Pescosolido    | 1     |            |        |                   |         |                     | 1            | 1         |      |       |         | 1         |       |
| 22.   | Guillaume Raoux        | 1     |            |        |                   |         |                     | 1            | 1         |      |       |         |           | 1     |
| 22.   | Emilio Sánchez         | 1     |            |        |                   |         |                     | 1            | 1         |      |       |         | 1         |       |
| 22.   | Bryan Shelton          | 1     |            |        |                   |         |                     | 1            |           |      | 1     |         | 1         |       |
| 22.   | Michael Stich          | 1     |            |        |                   |         |                     | 1            |           |      | 1     |         | 1         |       |
| 22.   | Simon Youl             | 1     |            |        |                   |         |                     | 1            | 1         |      |       |         | 1         |       |